# Breathe (Faith-Hill-Lied)
Breathe ist ein Country-Song von Faith Hill, der 1999 als erste Single des gleichnamigen Albums Breathe veröffentlicht wurde. Der Song wurde von Stephanie Bentley und Holly Lamar geschrieben.

## Kommerzieller Erfolg
Breathe wurde am 5. Oktober 1999 mit der B-Seite It All Comes Down to Love in den USA veröffentlicht und konnte sich sechs Wochen an der Spitze der Hot Country Songs, 17 Wochen auf Platz 1 in den Hot Adult Contemporary Tracks Charts und eine Woche auf Platz 1 in den Adult Top 40 Charts halten. Der Song erreichte für 5 Wochen den 2. Platz in den Billboard Hot 100.
Der Song wurde im Mai 2000 im Großbritannien veröffentlicht und erreichte Platz 33 der britischen Charts.
Das Musikvideo zum Song steht auf Rang vier der 100 besten Videos aller Zeiten des Fernsehsenders Country Music Television.

### Charts und Chartplatzierungen
| ChartsChartplatzierungen       | Höchstplatzierung | Wochen |
| ------------------------------ | ----------------- | ------ |
| Vereinigte Staaten (Billboard) | 2 (52 Wo.)        | 52     |
| Vereinigtes Königreich (OCC)   | 33 (5 Wo.)        | 5      |

| ChartsJahrescharts (2000)      | Platzierung |
| ------------------------------ | ----------- |
| Vereinigte Staaten (Billboard) | 1           |

| ChartsJahrescharts (2000–2009) | Platzierung |
| ------------------------------ | ----------- |
| Vereinigte Staaten (Billboard) | 27          |

### Auszeichnungen für Musikverkäufe
| Land/Region               | Auszeichnungen für Musikverkäufe (Land/Region, Auszeichnung, Verkäufe) | Verkäufe  |
| ------------------------- | ---------------------------------------------------------------------- | --------- |
| Vereinigte Staaten (RIAA) | Gold (Physisch) · + Gold (Digital)                                     | 1.000.000 |
| Insgesamt                 | 2× Gold ·                                                              | 1.000.000 |

## Coverversionen
- Die brasilianische Sängerin Wanessa Camargo nahm 2001 eine Cover-Version auf Portugiesisch mit dem Titel Eu Posso Te Sentir (I Can Feel You) auf.[7]

- Country-Parodist Cledus T. Judd nahm eine Parodie des Songs mit dem Titel Breath auf, die auf seinen Album Cledus Envy aus dem Jahr 2002 enthalten ist.

## Auszeichnungen
- 2000 Billboard Music Awards: Hot 100 Single of the Year
- 2000 Billboard Music Awards: Hot 100 Airplay Track of the Year
- 2000 Grammy Awards: Best Female Country Vocal Performance
- 2000 Grammy Awards: Nominierung als „Song of the Year“